# Uciec przed śmiercią
Uciec przed śmiercią (ang. Harrison's Flowers) – dramat wojenny produkcji francuskiej w reżyserii Elie Chouraqui z 2000 roku. Zrealizowany w języku angielskim i z udziałem angielskojęzycznych aktorów.

## Opis fabuły
Rok 1991. Sarah pracuje w redakcji Newsweeka. Jest żoną Harrisona Lloyda, znanego dziennikarza i fotoreportera, laureata Nagrody Pulitzera. Harrison zawsze pojawiał się w punktach zapalnych, narażał własne życie, by zdobyć sensacyjny materiał do gazety. Razem z żoną postanawia, że zwolni tempo, chce więcej czasu poświęcić rodzinie, zająć się domem. Taka postawa jednego z najlepszych dziennikarzy oburza przyjaciela Harrisona. Kyle uważa, że skoro wybrał taki zawód, to musi być przygotowany na wszystko i nie powinien unikać niebezpiecznych misji.
Wkrótce Harrison wyrusza na ostatnią wyprawę do Chorwacji, gdzie szaleje wojna domowa. Ma udokumentować docierające stamtąd doniesienia o czystkach etnicznych. Obiecuje żonie, że wróci przed urodzinami ich syna, Cesara. Ale walki w byłej Jugosławii przybierają na sile i niebawem Sarah otrzymuje wiadomość o zaginięciu męża, a następnie o jego śmierci. Ale nie może sprowadzić do kraju jego ciała. Głęboko przekonana, że Harrison jednak żyje, wyrusza do Osijeku na jego poszukiwanie. Znajduje się na froncie, gdzie sama może stracić życie z rąk serbskich czetników. Ratuje ją ekipa francuskiej telewizji, z którą Sarah kontynuuje podróż. W Osijeku odnajduje Kyle'a i nakłania go, aby pojechał z nią do Vukovaru. Po drodze dołączają do nich dwaj inni reporterzy: Yeager i Stevenson. Stając raz po raz w obliczu śmierci, cała czwórka dociera do Vukovaru w chwili, gdy miasto zostaje zdobyte przez Serbów. Dziennikarze bezsilnie obserwują krwawą rzeź, jaka dokonuje się w mieście. Kyle ginie. Sarah nie poprzestaje poszukiwań męża.

## Nagrody
Międzynarodowy Festiwal Filmowy San Sebastian – główne nagrody za reżyserię i zdjęcia.